# مزرعه بیدستان
مزرعه بیدستان یک منطقهٔ مسکونی در ایران است که در دهستان دادنجان واقع شده‌است. مزرعه بیدستان ۲۵ نفر جمعیت دارد.